# Pastos Bons
Pastos Bons este un oraș în unitatea federativă Maranhão (MA), Brazilia.